# Gateway (Arkansas)
Gateway es un pueblo ubicado en el condado de Benton en el estado estadounidense de Arkansas. En el Censo de 2010 tenía una población de 405 habitantes y una densidad poblacional de 25,52 personas por km².

## Geografía
Gateway se encuentra ubicado en las coordenadas 36°29′14″N 93°56′13″O / 36.48722, -93.93694. Según la Oficina del Censo de los Estados Unidos, Gateway tiene una superficie total de 15.87 km², de la cual 15.86 km² corresponden a tierra firme y (0.07%) 0.01 km² es agua.

## Demografía
Según el censo de 2010, había 405 personas residiendo en Gateway. La densidad de población era de 25,52 hab./km². De los 405 habitantes, Gateway estaba compuesto por el 89.63% blancos, el 0% eran afroamericanos, el 4.2% eran amerindios, el 0.49% eran asiáticos, el 0% eran isleños del Pacífico, el 4.44% eran de otras razas y el 1.23% pertenecían a dos o más razas. Del total de la población el 7.9% eran hispanos o latinos de cualquier raza.